# Filippo (vescovo di Noli)
Filippo (Genova, XIII secolo – 1262) è stato un vescovo cattolico italiano, vescovo di Noli dal 1248 al 1262.
Filippo era un canonico della Cattedrale di Genova, originario di quella città. Fu consacrato vescovo da Giovanni De' Rossi di Cogorno, arcivescovo di Genova, con l'assistenza di Guglielmo Contardi, primo vescovo di Noli.